# Gaueko

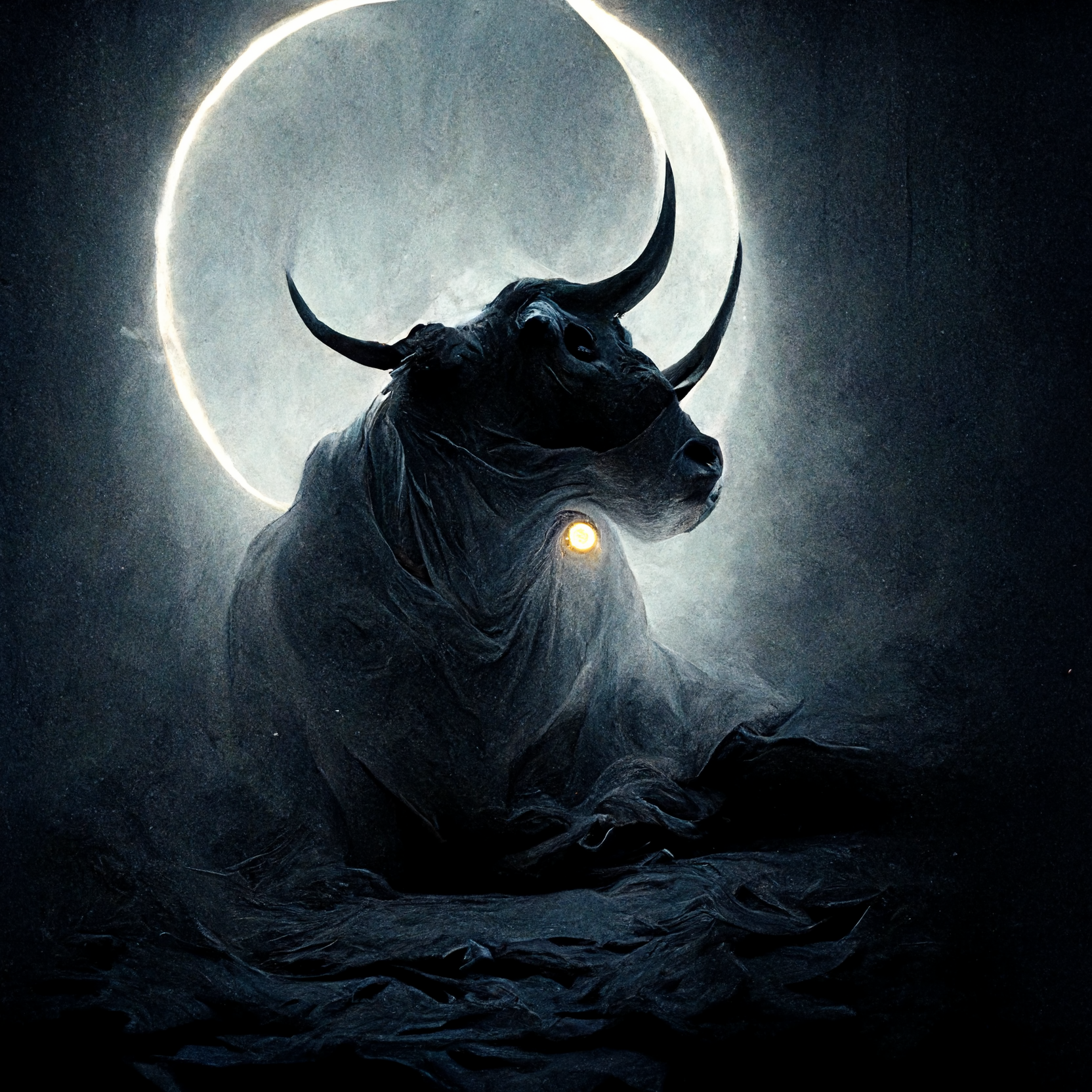
Illustrazione del Gaueko

Nella mitologia basca, il Gaueko è un grande cane da caccia nero, che divora i pastori e le loro greggi, oltre a rapire ragazze. È anche chiamato "Signore della Magia Nera". Il suo ululato può essere ascoltato nelle freddi notti d'inverno.
In basco, Gaueko significa "della notte".